# Agave longibracteata
Agave longibracteata ist eine Pflanzenart aus der Gattung der Agaven (Agave) in der Unterfamilie der Agavengewächse (Agavoideae). Das Artepitheton longibracteata leitet sich von den lateinischen Worten longus für ‚lang‘ sowie bracteatus für ‚Brakteen habend‘ ab und verweist auf langen Brakteen der Art.

## Beschreibung
Agave longibracteata vermehrt sich vegetativ durch Ausläufer bildende Rhizome. Die kugelförmigen Rhizome messen 5 Zentimeter im Durchmesser. Ihre Wurzeln sind drahtig. Die bis zu 14 aufrecht-ausgebreiteten, linealisch-lanzettlich bis lanzettlichen, brüchigen, krautigen Laubblätter sind breit rinnig und gelegentlich wellig. Ihre Spitze ist stumpf und trägt ein sehr kurzes Spitzchen. Die leuchtend grüne, selten auf der Unterseite magentafarben gefleckte Blattspreite ist 21 bis 39 Zentimeter lang und 1,5 bis 3,5 (selten bis 4,3) Zentimeter breit. Die ganzrandigen Blattränder sind etwas zurückgebogen. Die Reste der Blattbasis sind grob faserig und bis zu 6 Zentimeter lang.
Der „ährige“ Blütenstand erreicht eine Höhe von bis zu 125 Zentimeter. Der offene blütentragende Teil trägt 15 bis 21 Blüten mit großen, schmal dreieckigen Brakteen. Die sitzenden Blüten duften nach Citronella und sind von ihrer Achse auswärts gerichtet. Der längliche Fruchtknoten ist 12 bis 15 Millimeter lang und ragt in die Perigonröhre. Die Perigonblätter sind außen grünlich grau, gelegentlich oben braun oder dunkler grün überhaucht und innen goldgrün. Die schmal trichterförmige Röhre ist wenig gebogen und 
weist eine Länge von 15 bis 20 Millimeter auf. Ihre länglichen, oben aufrecht-ausgebreiteten, unten zurückgeschlagenen Zipfel sind 12 bis 15 Millimeter lang. Die Staubfäden sind abgeflacht, der Griffel überragt die Blütenröhre um 22 bis 25 (selten bis 32) Millimeter. 
Die ellipsoiden Früchte sind 2 bis 2,6 Zentimeter lang und 1 Zentimeter breit. Sie enthalten Samen von 3 bis 4 Millimeter Länge und 3 bis 4,5 Millimeter Breite.

## Systematik und Verbreitung
Agave longibracteata ist im mexikanischen Bundesstaat Michoacán zwischen Felsen in Höhenlagen von etwa 2070 Metern verbreitet. 
Die Erstbeschreibung als Manfreda longibracteata durch Susan Verhoek wurde 1978 veröffentlicht. Joachim Thiede und Urs Eggli stellten die Art 1999 in die Gattung Agave.
Die Art gehört in die Untergattung Manfreda und wird dort der Manfreda-Gruppe zugeordnet.

## Nachweise